# 6e étape du Tour de France 1998
Pour un article plus général, voir Tour de France 1998.
La sixième étape du Tour de France a eu lieu le 17 juillet 1998 entre La Châtre et Brive-la-Gaillarde avec 204,5 km de course sur un parcours plat.

## Récit
Mario Cipollini s'impose au sprint pour la deuxième fois d'affilée. Stuart O'Grady conserve le Maillot jaune.

## Classement de l'étape
| \| Classement de l'étape \| Classement de l'étape \| Classement de l'étape \| Classement de l'étape \| Classement de l'étape \| \| Coureur \| Coureur \| Pays \| Équipe \| Temps \| \| --------------------- \| --------------------- \| --------------------- \| ------------------------------ \| --------------------- \| \| 1er \| Mario Cipollini \| Italie \| Saeco-Cannondale \| 5 h 05 min 32 s \| \| 2e \| Nicola Minali \| Italie \| Riso Scotti-MG Boys Maglificio \| + 0 s \| \| 3e \| Ján Svorada \| Tchéquie \| Mapei-Bricobi \| + 0 s \| \| 4e \| Frédéric Moncassin \| France \| Gan \| + 0 s \| \| 5e \| Erik Zabel \| Allemagne \| Deutsche Telekom \| + 0 s \| \| 6e \| Tom Steels \| Belgique \| Mapei-Bricobi \| + 0 s \| \| 7e \| Mario Traversoni \| Italie \| Mercatone Uno-Bianchi \| + 0 s \| \| 8e \| Jeroen Blijlevens \| Pays-Bas \| TVM-Farm Frites \| + 0 s \| \| 9e \| Emmanuel Magnien \| France \| La Française des jeux \| + 0 s \| \| 10e \| George Hincapie \| États-Unis \| US Postal Service \| + 0 s \| |                    |            |                                |                 |
| |                    |            |                                |                 |
| |                    |            |                                |                 |
| Classement de l'étape |                    |            |                                |                 |
| Coureur | Coureur            | Pays       | Équipe                         | Temps           |
| 1er | Mario Cipollini    | Italie     | Saeco-Cannondale               | 5 h 05 min 32 s |
| 2e | Nicola Minali      | Italie     | Riso Scotti-MG Boys Maglificio | + 0 s           |
| 3e | Ján Svorada        | Tchéquie   | Mapei-Bricobi                  | + 0 s           |
| 4e | Frédéric Moncassin | France     | Gan                            | + 0 s           |
| 5e | Erik Zabel         | Allemagne  | Deutsche Telekom               | + 0 s           |
| 6e | Tom Steels         | Belgique   | Mapei-Bricobi                  | + 0 s           |
| 7e | Mario Traversoni   | Italie     | Mercatone Uno-Bianchi          | + 0 s           |
| 8e | Jeroen Blijlevens  | Pays-Bas   | TVM-Farm Frites                | + 0 s           |
| 9e | Emmanuel Magnien   | France     | La Française des jeux          | + 0 s           |
| 10e | George Hincapie    | États-Unis | US Postal Service              | + 0 s           |

## Classement général
Peu de changement au classement général à l'issue de cette étape de plaine. L'Australien Stuart O'Grady (Gan) conserve le maillot jaune de leader du classement général. Il devance toujours l'Américain George Hincapie (US Postal Service) mais, grâce à deux secondes de bonifications prises en cours d'étape, avec maintenant neuf secondes d'avance. Le Danois Bo Hamburger (Casino) se toujours troisième, à treize secondes du leader.
| \| Classement général \| Classement général \| Classement général \| Classement général \| Classement général \| \| Coureur \| Coureur \| Pays \| Équipe \| Temps \| \| ------------------ \| -------------------------- \| ------------------ \| --------------------- \| ------------------ \| \| 1er \| Stuart O'Grady \| Australie \| Gan \| 30 h 07 min 48 s \| \| 2e \| George Hincapie \| États-Unis \| US Postal Service \| + 9 s \| \| 3e \| Bo Hamburger \| Danemark \| Casino \| + 13 s \| \| 4e \| Jens Heppner \| Allemagne \| Deutsche Telekom \| + 16 s \| \| 5e \| Xavier Jan \| France \| La Française des jeux \| + 34 s \| \| 6e \| Pascal Hervé \| France \| Festina-Lotus \| + 35 s \| \| 7e \| José Vicente García Acosta \| Espagne \| Banesto \| + 36 s \| \| 8e \| Pascal Chanteur \| France \| Casino \| + 41 s \| \| 9e \| Erik Zabel \| Allemagne \| Deutsche Telekom \| + 43 s \| \| 10e \| Ján Svorada \| Tchéquie \| Mapei-Bricobi \| + 47 s \| |                            |            |                       |                  |
| |                            |            |                       |                  |
| |                            |            |                       |                  |
| Classement général |                            |            |                       |                  |
| Coureur | Coureur                    | Pays       | Équipe                | Temps            |
| 1er | Stuart O'Grady             | Australie  | Gan                   | 30 h 07 min 48 s |
| 2e | George Hincapie            | États-Unis | US Postal Service     | + 9 s            |
| 3e | Bo Hamburger               | Danemark   | Casino                | + 13 s           |
| 4e | Jens Heppner               | Allemagne  | Deutsche Telekom      | + 16 s           |
| 5e | Xavier Jan                 | France     | La Française des jeux | + 34 s           |
| 6e | Pascal Hervé               | France     | Festina-Lotus         | + 35 s           |
| 7e | José Vicente García Acosta | Espagne    | Banesto               | + 36 s           |
| 8e | Pascal Chanteur            | France     | Casino                | + 41 s           |
| 9e | Erik Zabel                 | Allemagne  | Deutsche Telekom      | + 43 s           |
| 10e | Ján Svorada                | Tchéquie   | Mapei-Bricobi         | + 47 s           |

## Classements annexes
| Classement par points | Classement par points | Classement par points | Classement par points          | Classement par points |
| Coureur               | Coureur               | Pays                  | Équipe                         | Points                |
| --------------------- | --------------------- | --------------------- | ------------------------------ | --------------------- |
| 1er                   | Erik Zabel            | Allemagne             | Deutsche Telekom               | 151 pts               |
| 2e                    | Ján Svorada           | Tchéquie              | Mapei-Bricobi                  | 137 pts               |
| 3e                    | Frédéric Moncassin    | France                | Gan                            | 126 pts               |
| 4e                    | Tom Steels            | Belgique              | Mapei-Bricobi                  | 107 pts               |
| 5e                    | Nicola Minali         | Italie                | Riso Scotti-MG Boys Maglificio | 106 pts               |

| Classement par points | Classement par points | Classement par points | Classement par points          | Classement par points |
| Coureur               | Coureur               | Pays                  | Équipe                         | Points                |
| --------------------- | --------------------- | --------------------- | ------------------------------ | --------------------- |
| 1er                   | Erik Zabel            | Allemagne             | Deutsche Telekom               | 151 pts               |
| 2e                    | Ján Svorada           | Tchéquie              | Mapei-Bricobi                  | 137 pts               |
| 3e                    | Frédéric Moncassin    | France                | Gan                            | 126 pts               |
| 4e                    | Tom Steels            | Belgique              | Mapei-Bricobi                  | 107 pts               |
| 5e                    | Nicola Minali         | Italie                | Riso Scotti-MG Boys Maglificio | 106 pts               |

| Classement de la montagne | Classement de la montagne | Classement de la montagne | Classement de la montagne | Classement de la montagne |
| Coureur                   | Coureur                   | Pays                      | Équipe                    | Points                    |
| ------------------------- | ------------------------- | ------------------------- | ------------------------- | ------------------------- |
| 1er                       | Pascal Hervé              | France                    | Festina-Lotus             | 47 pts                    |
| 2e                        | Stefano Zanini            | Italie                    | Mapei-Bricobi             | 16 pts                    |
| 3e                        | Jens Voigt                | Allemagne                 | Gan                       | 13 pts                    |
| 4e                        | Christophe Agnolutto      | France                    | Casino                    | 12 pts                    |
| 5e                        | Alberto Elli              | Italie                    | Casino                    | 12 pts                    |

| Classement de la montagne | Classement de la montagne | Classement de la montagne | Classement de la montagne | Classement de la montagne |
| Coureur                   | Coureur                   | Pays                      | Équipe                    | Points                    |
| ------------------------- | ------------------------- | ------------------------- | ------------------------- | ------------------------- |
| 1er                       | Pascal Hervé              | France                    | Festina-Lotus             | 47 pts                    |
| 2e                        | Stefano Zanini            | Italie                    | Mapei-Bricobi             | 16 pts                    |
| 3e                        | Jens Voigt                | Allemagne                 | Gan                       | 13 pts                    |
| 4e                        | Christophe Agnolutto      | France                    | Casino                    | 12 pts                    |
| 5e                        | Alberto Elli              | Italie                    | Casino                    | 12 pts                    |

| Classement du meilleur jeune | Classement du meilleur jeune | Classement du meilleur jeune | Classement du meilleur jeune    | Classement du meilleur jeune |
| Coureur                      | Coureur                      | Pays                         | Équipe                          | Temps                        |
| ---------------------------- | ---------------------------- | ---------------------------- | ------------------------------- | ---------------------------- |
| 1er                          | Stuart O'Grady               | Australie                    | Gan                             | 30 h 07 min 48 s             |
| 2e                           | George Hincapie              | États-Unis                   | US Postal Service               | + 9 s                        |
| 3e                           | Jan Ullrich                  | Allemagne                    | Deutsche Telekom                | + 1 min 24 s                 |
| 4e                           | Giuseppe Di Grande           | Italie                       | Mapei-Bricobi                   | + 1 min 32 s                 |
| 5e                           | Philippe Gaumont             | France                       | Cofidis-Le Crédit par Téléphone | + 1 min 39 s                 |

| Classement du meilleur jeune | Classement du meilleur jeune | Classement du meilleur jeune | Classement du meilleur jeune    | Classement du meilleur jeune |
| Coureur                      | Coureur                      | Pays                         | Équipe                          | Temps                        |
| ---------------------------- | ---------------------------- | ---------------------------- | ------------------------------- | ---------------------------- |
| 1er                          | Stuart O'Grady               | Australie                    | Gan                             | 30 h 07 min 48 s             |
| 2e                           | George Hincapie              | États-Unis                   | US Postal Service               | + 9 s                        |
| 3e                           | Jan Ullrich                  | Allemagne                    | Deutsche Telekom                | + 1 min 24 s                 |
| 4e                           | Giuseppe Di Grande           | Italie                       | Mapei-Bricobi                   | + 1 min 32 s                 |
| 5e                           | Philippe Gaumont             | France                       | Cofidis-Le Crédit par Téléphone | + 1 min 39 s                 |

| Classement par équipes | Classement par équipes | Classement par équipes | Classement par équipes |
| Équipe                 | Équipe                 | Pays                   | Temps                  |
| ---------------------- | ---------------------- | ---------------------- | ---------------------- |
| 1re                    | Casino                 | France                 | 90 h 26 min 02 s       |
| 2e                     | Gan                    | France                 | + 31 s                 |
| 3e                     | Festina-Lotus          | France                 | + 32 s                 |
| 4e                     | Deutsche Telekom       | Allemagne              | + 38 s                 |
| 5e                     | US Postal Service      | États-Unis             | + 49 s                 |

| Classement par équipes | Classement par équipes | Classement par équipes | Classement par équipes |
| Équipe                 | Équipe                 | Pays                   | Temps                  |
| ---------------------- | ---------------------- | ---------------------- | ---------------------- |
| 1re                    | Casino                 | France                 | 90 h 26 min 02 s       |
| 2e                     | Gan                    | France                 | + 31 s                 |
| 3e                     | Festina-Lotus          | France                 | + 32 s                 |
| 4e                     | Deutsche Telekom       | Allemagne              | + 38 s                 |
| 5e                     | US Postal Service      | États-Unis             | + 49 s                 |

## Abandons
Silvio Martinello (non-partant)
Fabrizio Guidi (abandon)